# Farglory THE ONE
Farglory THE ONE (chinesisch 遠雄THE ONE) ist ein 70-stöckiger Wolkenkratzer im Stadtteil Cianjhen, Kaohsiung, Taiwan. Der Farglory THE ONE hat eine strukturelle Höhe von 268,6 Metern.
Das Gebäude wurde von den Architektenbüros C.Y. Lee & Partners im postmodernen Stil entworfen. Es ist das vierthöchste Gebäude in Taiwan und das zweithöchste in Kaohsiung (nach dem Tuntex Sky Tower). Die Höhe des Gebäudes beträgt 268,6 Meter, die Grundfläche beträgt 166.415,76 m² und es umfasst 70 oberirdische Stockwerke sowie 7 Untergeschosse. Die Bauarbeiten wurden Ende 2019 abgeschlossen.

## Galerie

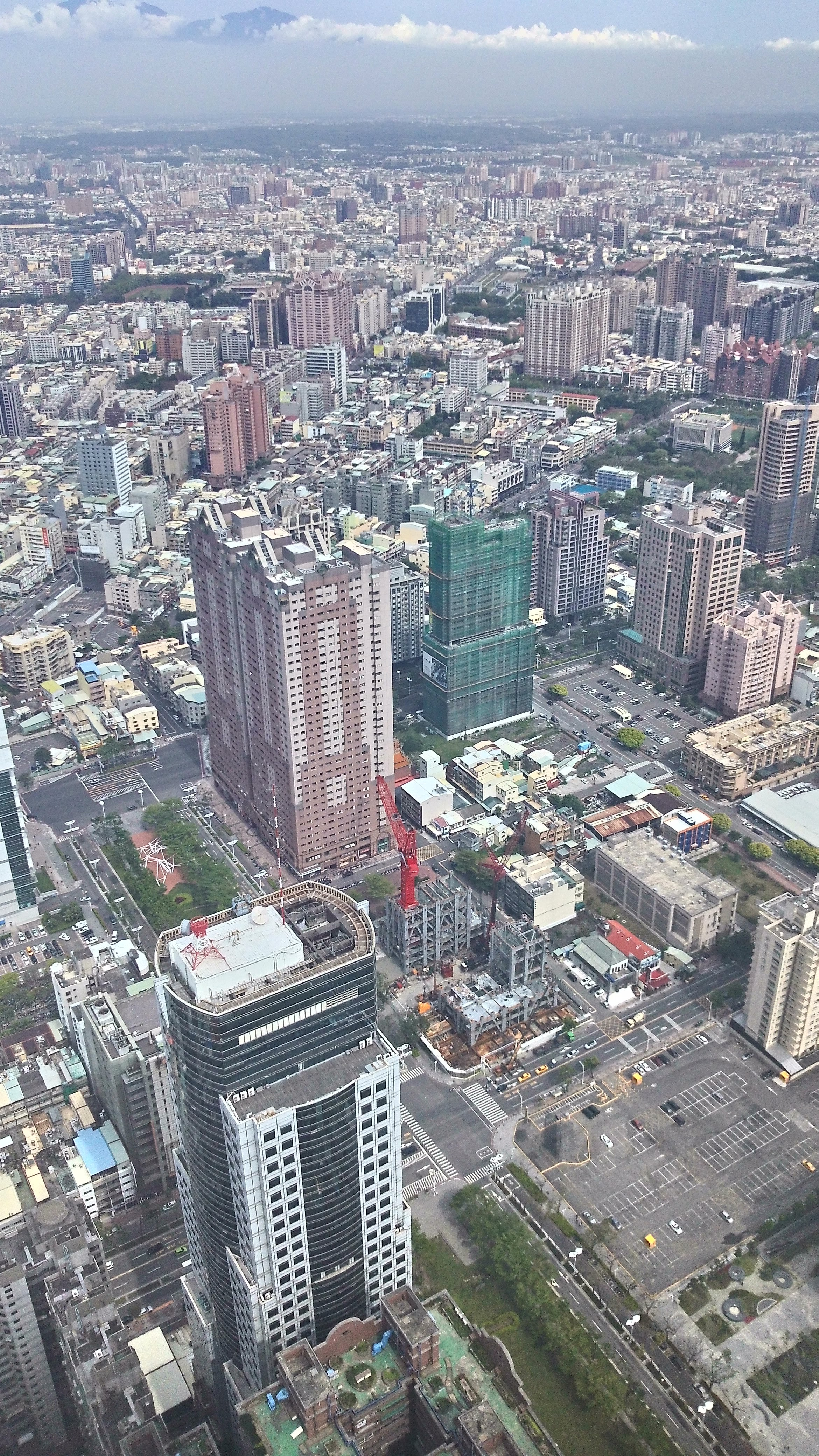
April, 2016
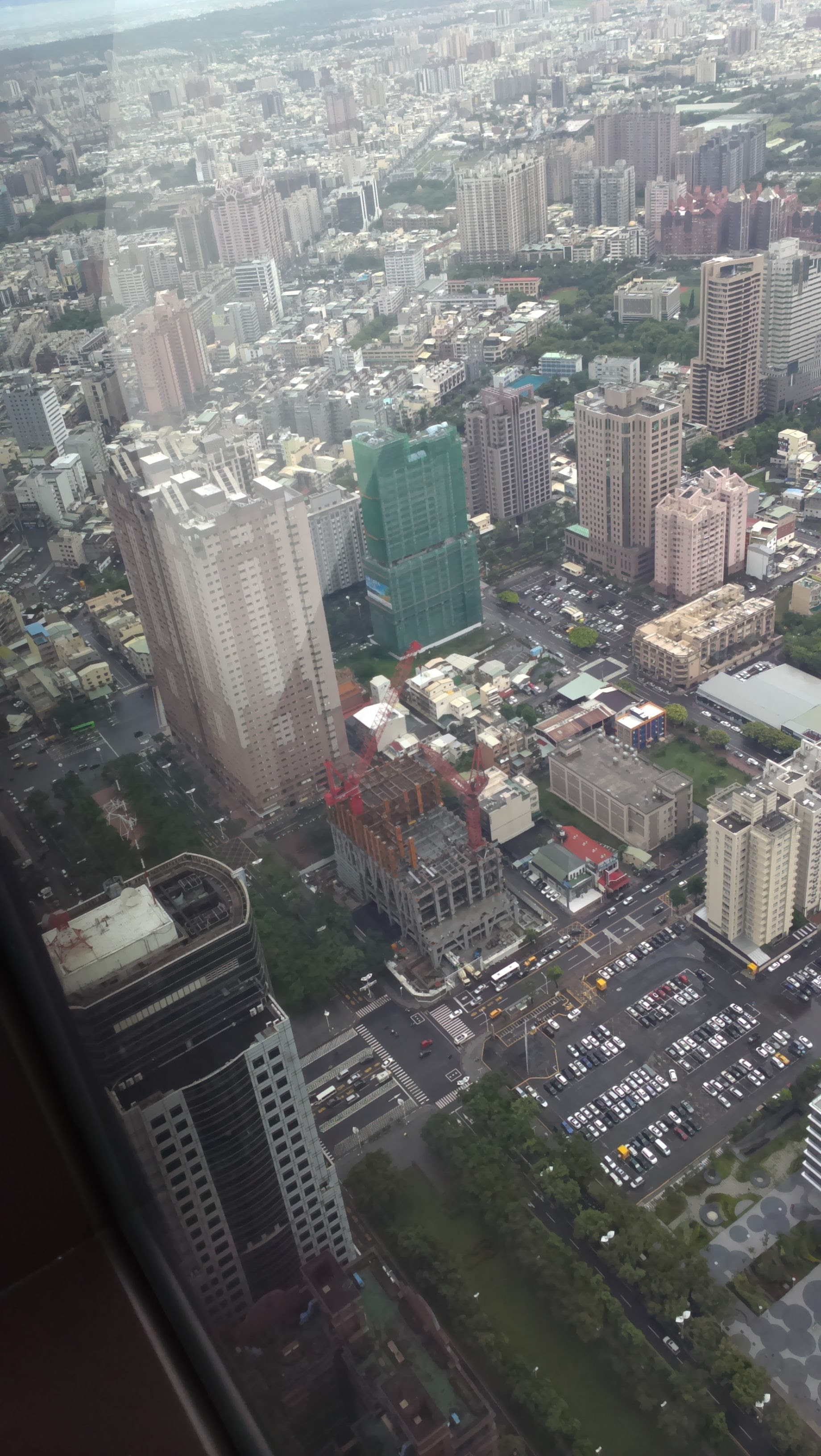
Juni, 2016
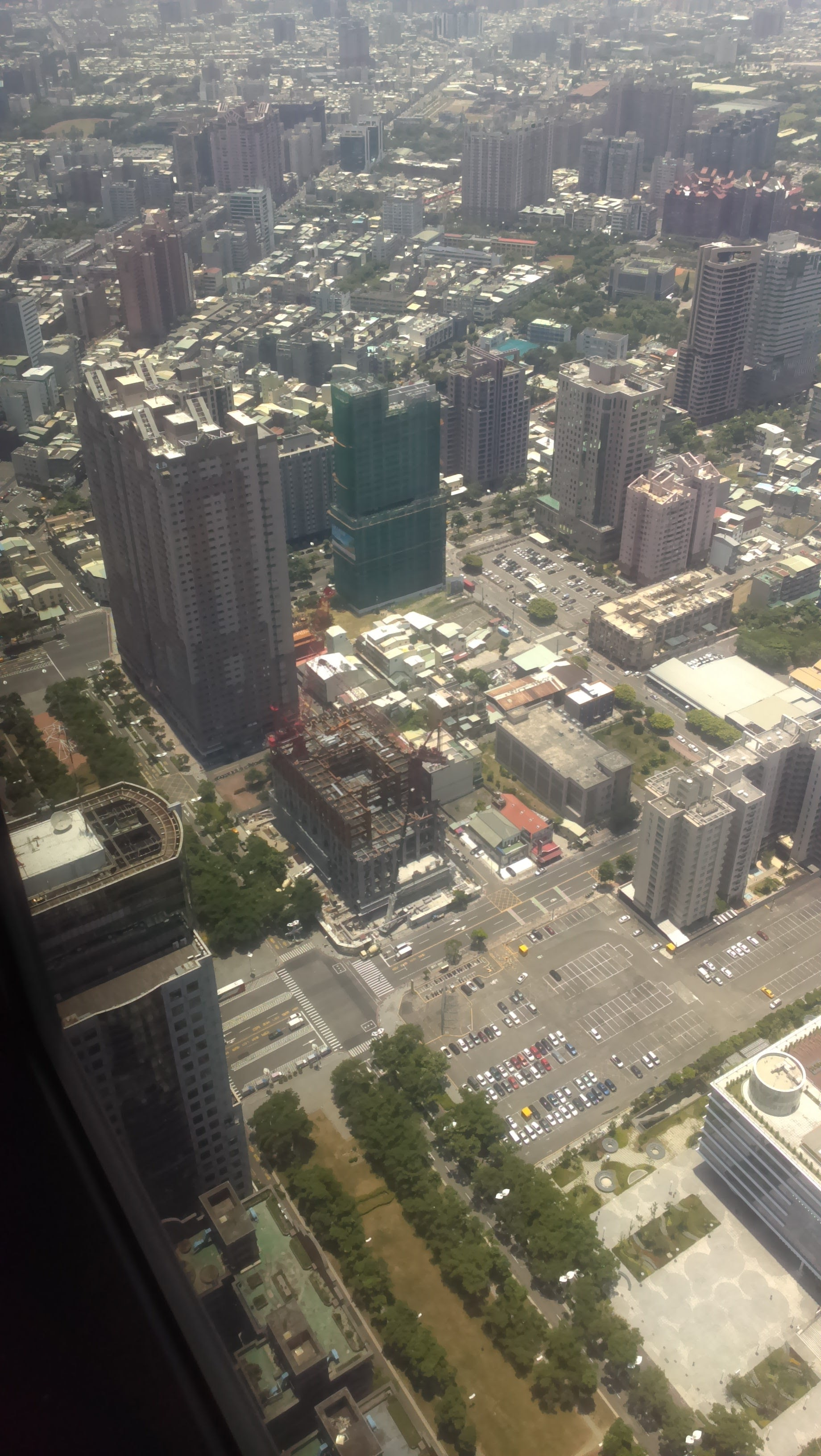
Juli, 2016
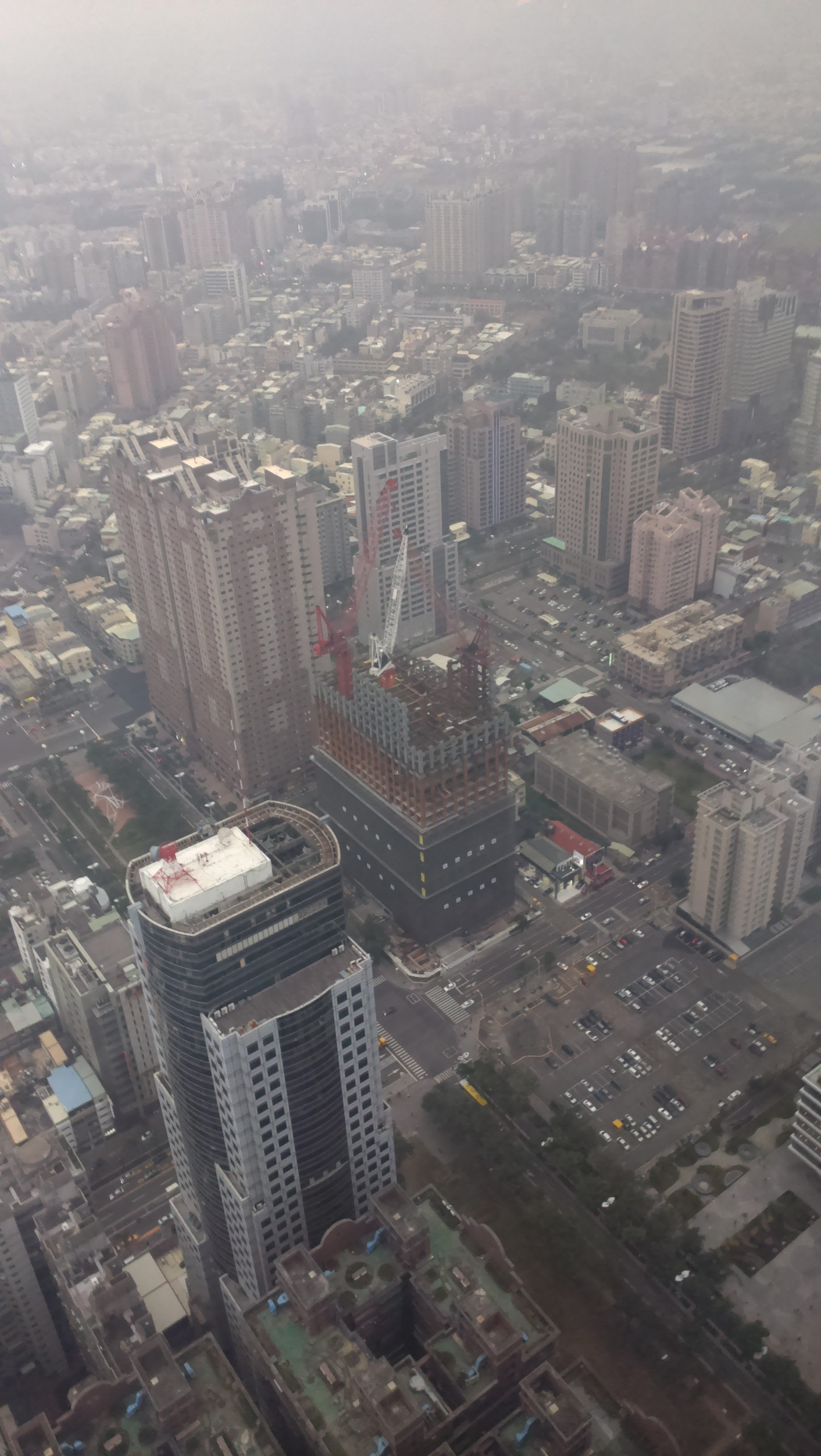
November, 2016
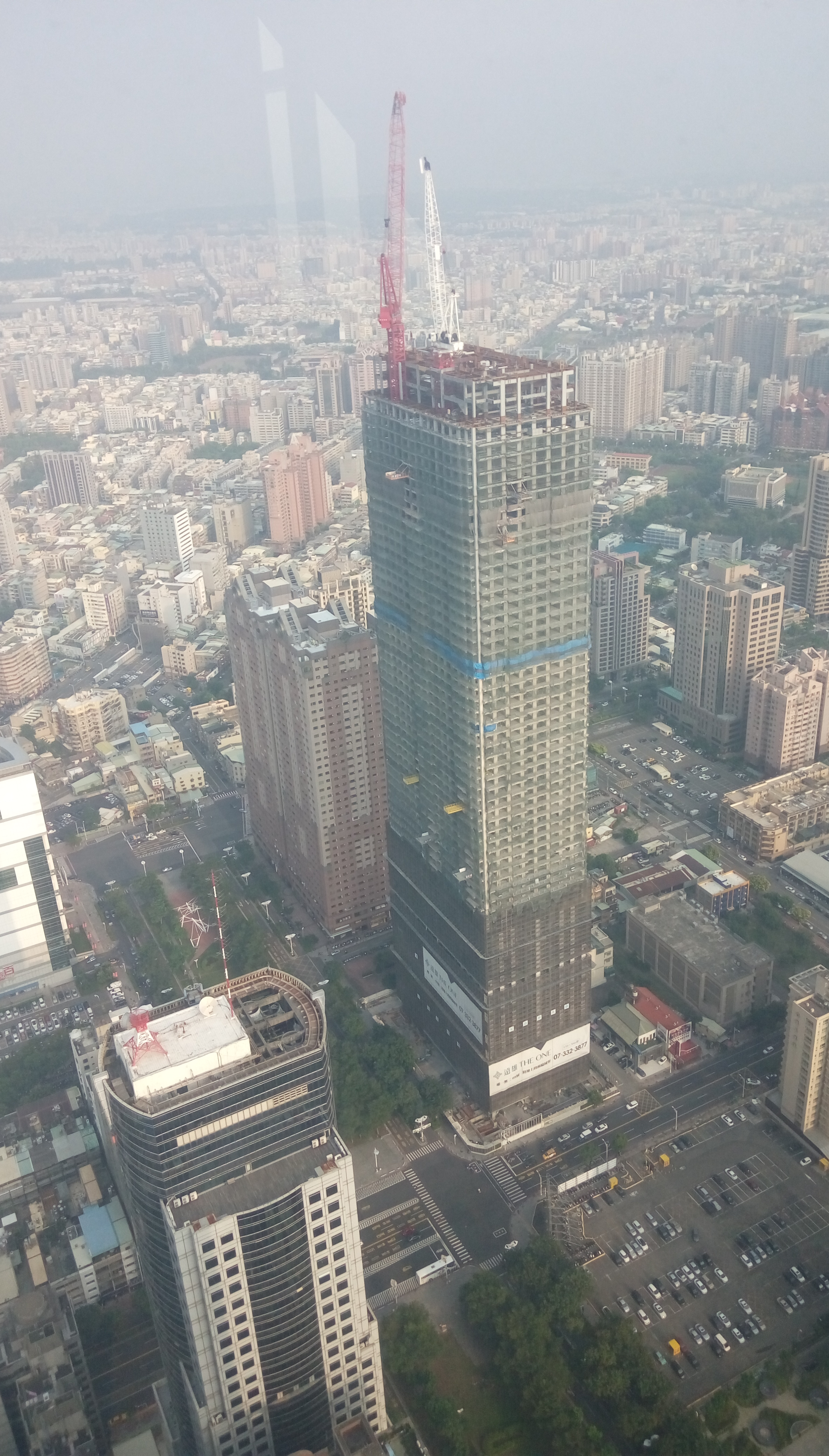
November, 2017
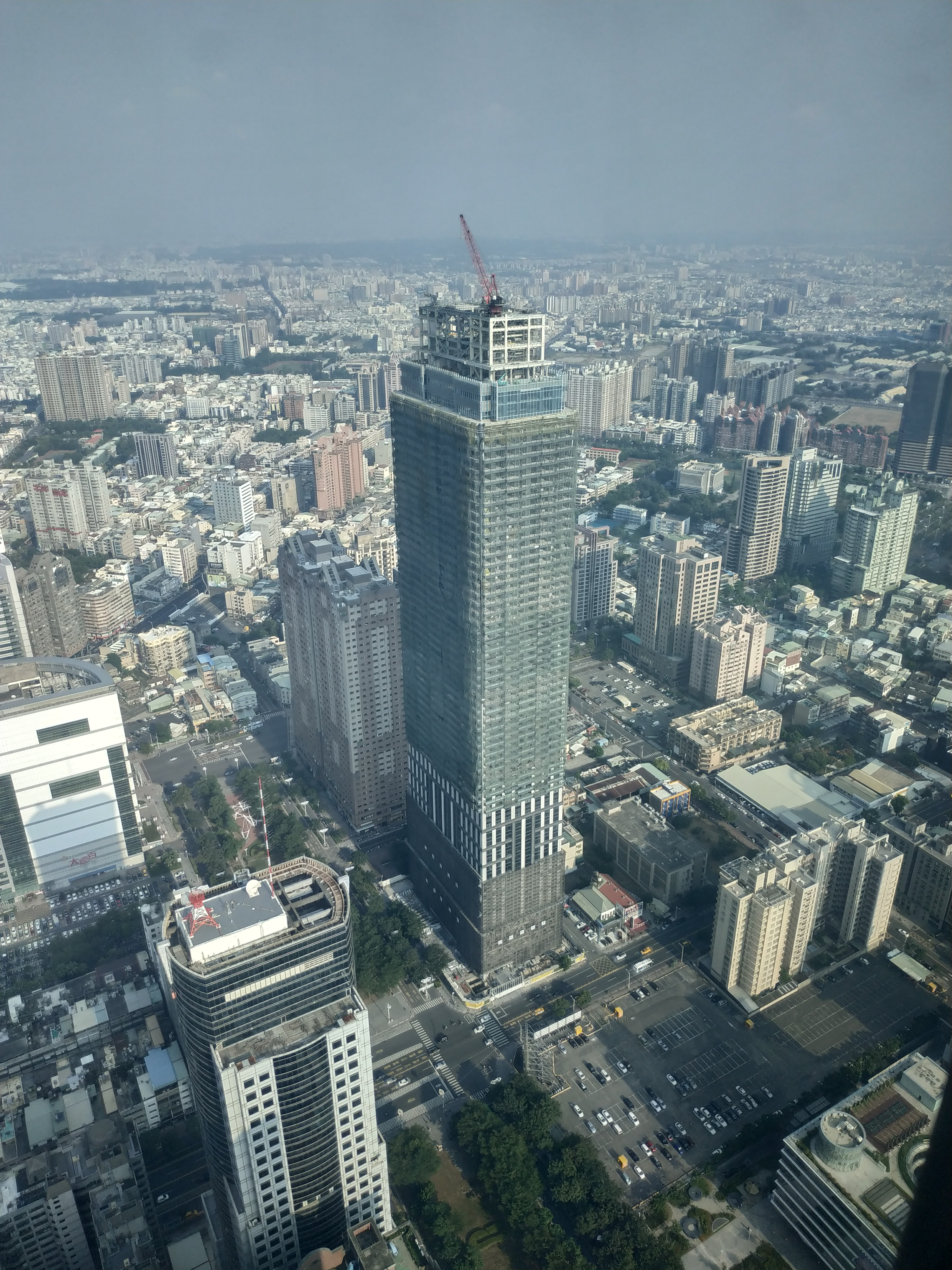
Oktober, 2018
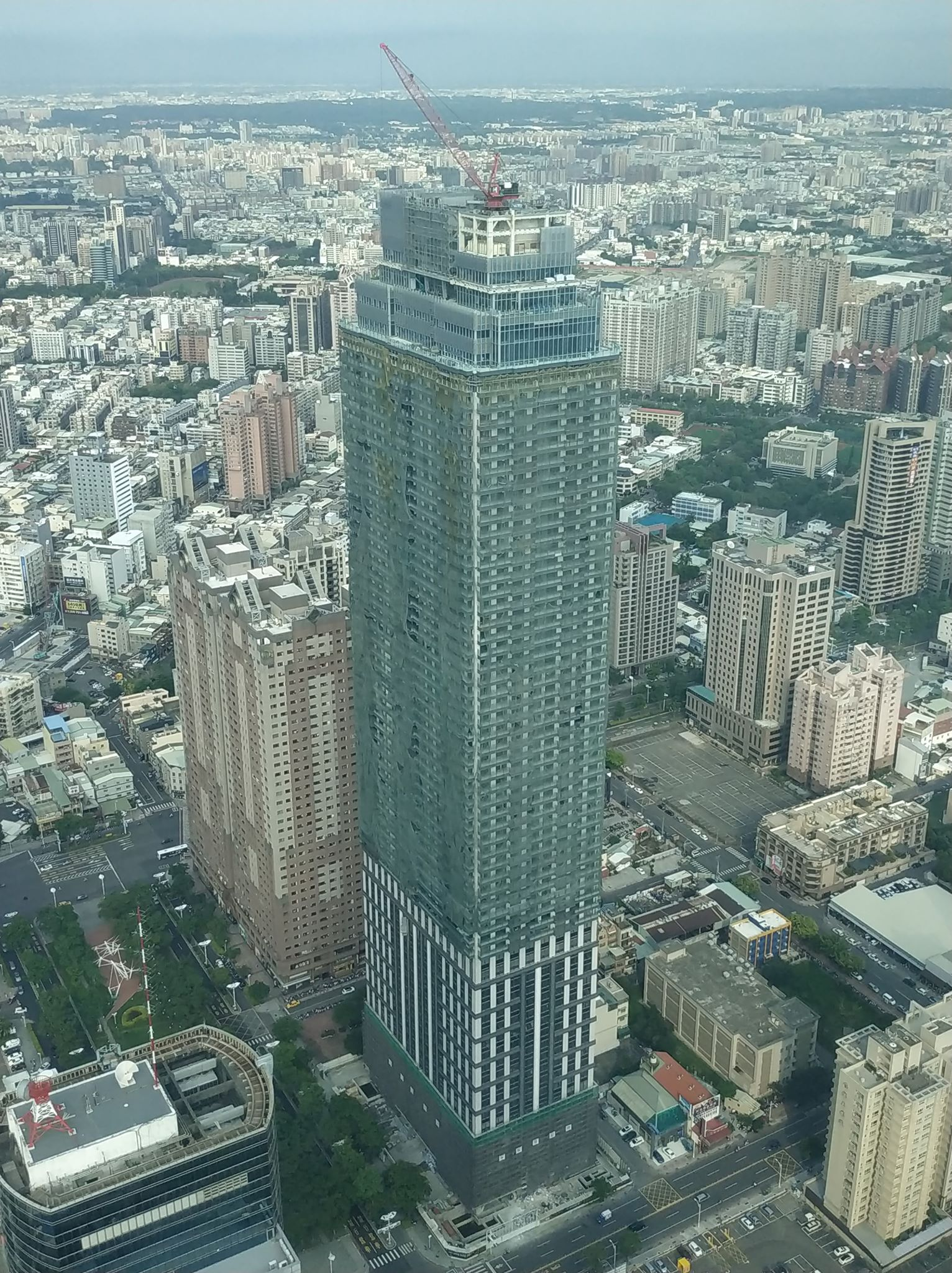
Mai, 2019
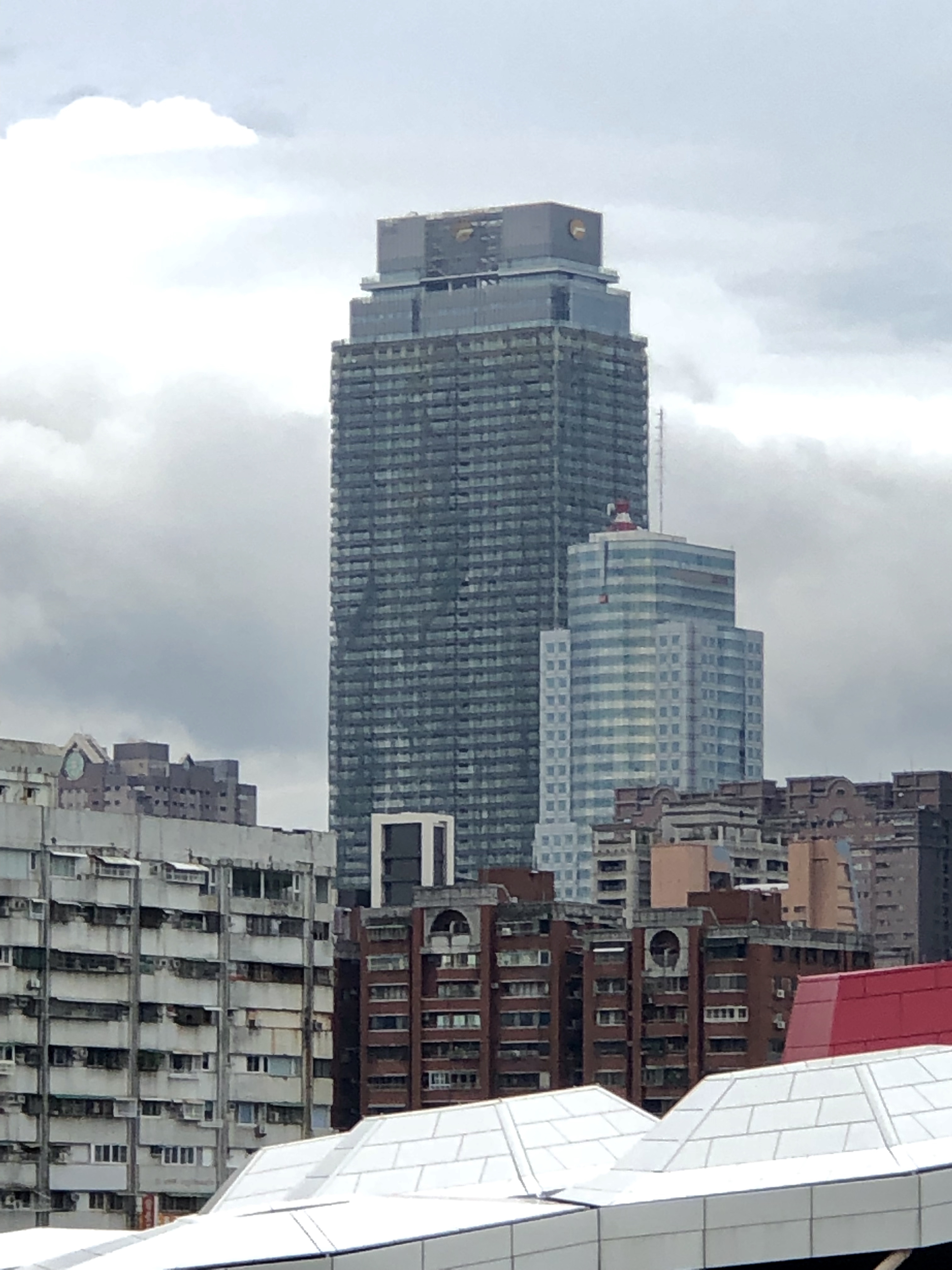
August, 2019